# Udo Waldemar Dieterich
Udo Waldemar Dieterich, född 2 september 1803 i Zehden i Brandenburg, död 19 maj 1865 i Tyska Sankta Gertruds församling, Stockholm, var en svensk-tysk filolog och författare.
Dieterichs far var kyrkoherde i Zehden. Dieterich blev student vid Greifswalds universitet 1824, men begav sig kort därefter till Sverige, där han i augusti 1826 erhöll anställning som subrektor vid tyska skolan i Stockholm, där han 1851 blev rektor. 1856 erhöll han professors titel. Bland hans många skrifter märks Ausführliche schwedische Grammatik (1839), Runen-Sprach-Schatz oder Wörterbuch über die ältesten Sprachendenkmale Scandinaviens (1844), Svensk Språklära (1850), samt Tyska Språkets uttal. Han översatte även till tyska Oscar I:s arbeten Om straff och straffanstalter, Om fälttjänsten, ett urval av svensk lyrik under titeln Maiblumen des jungen Skandinaviens (1843) med flera.
Han var gifte med Maria Magdalena Kullman.